# Gornja Konjščina
Gornja Konjščina is een plaats in de gemeente Konjščina in de Kroatische provincie Krapina-Zagorje. De plaats telt 149 inwoners (2001).